# 布列達
布列達（约390年—445年），又译為貝里達、布萊達，是一位匈人君主，434年至445年在位。其名字有可能来源于突厥语，意思是“智慧的导师”。
布列达是匈人君主鲁吉拉侄子，匈人王子蒙祖克之子，在位期間，與其弟弟阿提拉共治。

## 生平
434年，伯伯鲁吉拉逝世，将王位传给了侄儿布列达和阿提拉，两人继位之时，匈人正在与拜占庭皇帝提奥多西二世交涉归还被拜占庭藏匿的匈人叛乱部落，布列达和阿提拉率兵攻打拜占庭。拜占庭派使者前去谈判，在马尔古斯（今塞尔维亚波扎雷瓦茨）遇见了布列达和阿提拉。两人以匈人的礼节，在马背上接见了拜占庭使者，并订立了一个成功的条约：罗马人不仅同意归还叛乱部落，还要将之前许诺的黄金（350罗马磅，约合今114.5千克）两倍奉上；同时允许市场向匈人开放；并以每人八个苏勒德斯的价格自匈人那里赎回罗马俘虏。对此布列达和阿提拉非常满意地撤军归国了。此后，布列达兄弟东征西讨，逐渐巩固自己在国内各部族中的统治地位，拜占庭则加强君士坦丁堡的城防工事以及多瑙河沿岸的防御体系。
在之后的五年里，匈人入侵波斯的萨珊王朝，但在亚美尼亚战败。于是匈人放弃了征服波斯的念头，将野心重新放在了欧洲。440年，布列达兄弟再度南下，攻打多瑙河沿岸的一个城镇。布列达兄弟威胁将要扩大战事，声称罗马人没有履行在条约中的诺言，马尔古斯的主教甚至越过多瑙河盗掘匈人的皇家墓地。布列达兄弟率军跨过多瑙河，将伊利里亚地区的众多城池摧毁，其中包括了默西亚省首府费米拉孔（位于今塞尔维亚科斯托拉茨）。当时汪达尔首领盖萨里克攻占迦太基，波斯萨珊王朝伊嗣俟二世入侵亚美尼亚，拜占庭将军队调去防御，使得巴尔干空虚，匈人得以长驱直入。马尔古斯、费米拉孔、辛吉度努姆（Singidunum，今贝尔格莱德）及色米姆等城市都被攻陷。442年，狄奥多西二世自北非调兵回到巴尔干之后，拜占庭的口气变得强硬起来，拒绝了匈人的要求。
443年，布列达兄弟对多瑙河沿岸展开一系列战役，攻占了拉提亚拉（Ratiara），并使用冲车等攻城武器围攻纳伊苏斯（今塞尔维亚尼什）。随后沿着尼沙瓦河（Nishava）而下，攻陷了谢尔迪卡（今保加利亚索菲亚）、菲立普波里斯（今保加利亚普罗夫迪夫）、阿尔卡迪奥波利斯（Arcadiopolis，今土耳其境内城市）等大城市，围困君士坦丁堡。445年，狄奥多西二世遣亚纳多留斯为使者，前去向布列达兄弟求和。这次和约比上一次更加苛刻：罗马赔付了6000罗马磅（约合1963千克）的黄金作为违约金；当年罗马向匈人交纳的贡金被提高至三倍，即2100罗马磅（约合687千克）的黄金；罗马俘虏的赎金则被提高至每人二十个苏勒德斯。
条约签订后不久，布列达兄弟便撤回內陸地區。途中布列达突然死去。根据约丹内斯在《哥特史》中的说法，布列达被阿提拉殺害。對於其死亡，歷史上推測阿提拉在他狩獵時謀殺他。而有少数史料则称布列达试图谋杀阿提拉；阿提拉为了报复，便将布列达杀害了。
布列达死后，阿提拉成為統治匈人的唯一君主。
448年，普利斯库斯出使匈人帝国时，曾途经布列达遗孀居住的村庄，并受到款待。
| 統治者頭銜      | 統治者頭銜                            | 統治者頭銜      |
| --------------- | ------------------------------------- | --------------- |
| 前任者： 鲁吉拉 | 匈人帝国君主 与阿提拉共治 434年—445年 | 繼任者： 阿提拉 |